# Östsvensk samling
Östsvensk samling bildades i Helsingfors 1919 som en lokalförening till Riksföreningen för svenskhetens bevarande i utlandet. 
Föreningens grundare och mångårige ordförande var botanikern Harald Lindberg, som 1929 efterträddes på posten som ordförande av sociologen Gunnar Landtman, som i sin tur avgick 1935. 
Föreningen antog 1930 namnet Svensk samling i Helsingfors. Den hade till uppgift att stärka samkänslan mellan svenskarna i Finland och Sveriges folk samt att värna den svenska kulturen i Finland. För dessa ändamål anordnades bl.a. resor i Finland för rikssvenska föredragshållare och i Sverige för finlandssvenska. Särskilt under krigsåren hade detta stor betydelse. Verksamheten mattades av i slutet av 1940-talet och avstannade så småningom helt. Den återupptogs 1982 främst i syfte att inventera och förvalta föreningens tavelsamling, som är deponerad på Hertonäs gård. 